# Racismo antibranco
O racismo antibranco consiste em sentimentos discriminatórios e atos de hostilidade de natureza racista em relação a pessoas racializadas como brancas (especialmente aquelas da Europa e das suas diásporas). Pode-se manifestar de várias formas, incluindo, mas não se limitando a: ódio étnico, estereótipos, exclusão ou violência; e pode ocorrer de formas tanto abertas como subtis. Perspetivas filosóficas, das ciências sociais e dos media sobre o racismo debatem a relevância e a existência do racismo antibranco, destacando tensões entre definições individuais e sistémicas, os papéis do poder e da história e controvérsias sobre representação nos media e no discurso político.
O assunto é controverso, com diferentes perspetivas sobre a sua prevalência, impacto e comparação com outras formas de discriminação racial. Exemplos de racismo antibranco incluem ataques direcionados a indivíduos brancos e sentimentos antibrancos na África do Sul e no Zimbabué pós-apartheid, bem como em algumas partes da Europa e da América do Norte. Vários responsáveis reconheceram a sua existência. A maioria dos sistemas jurídicos não categoriza formalmente os atos racistas pela etnia da vítima, embora os tribunais ocasionalmente tenham decidido sobre casos envolvendo insultos racistas ou violência contra indivíduos brancos.
Os termos "racismo antibranco" e "racismo reverso contra brancos" surgiram nas décadas de 1960 e início dos anos 2000, respetivamente, com o primeiro descrevendo atos racistas contra pessoas brancas reconhecidos histórica e politicamente (principalmente na França e por figuras como Pierre Paraf), e o último referindo-se especificamente à violência e ideologia antibranca no Zimbabué. Em França, acusações de racismo antibranco foram levantadas por grupos políticos de esquerda à extrema-direita desde a década de 1980, e tornaram-se mais comuns desde a década de 2010.

## Conceitos e estudo

### Na filosofia
Segundo Magali Bessone, professora de filosofia política na Universidade Panthéon-Sorbonne, em Paris, se o fenómeno do racismo for considerado de forma estrutural, então a noção de racismo antibranco não é relevante "em sociedades onde os brancos estão em posição de dominação. [O que] não impede a existência de comportamentos individuais que podem ser designados neste caso como pertencentes ao âmbito do ódio racial. E a definição de racismo deve provavelmente ser tanto individual quanto institucional."
De acordo com Jorge L. A. Garcia, professor de filosofia no Boston College, "a afirmação de que o racismo negro é mais perigoso do que o branco nas áreas urbanas 'onde os negros controlam o poder' pode ter pouca aplicação na nossa nação", mas o racismo negro é um "fenómeno feio" e "prejudicial para a causa da justiça racial".

### Nas ciências sociais
A sociologia estuda o racismo tendo em conta contextos sócio-históricos específicos e a existência prévia, nas sociedades ocidentais, de ideologias e políticas que historicamente atribuíram aos brancos o papel de raça dominante. Investigadores distinguem entre o que é comportamento racista — rejeição, raiva, insultos, agressão, etc. — de natureza individual e a existência de racismo sistémico, ou seja, racismo que está enraizado na organização social.
Pooja Sawrikar, psicóloga, e Ilan Katz, investigador de serviço social na Universidade de New South Wales, desafiam a definição de racismo, que eles resumem como "Racismo = Preconceito + Poder". Considerando esta abordagem reducionista, eles refutam definições de racismo baseadas no poder social, que eles acreditam reduzir o racismo à supremacia branca em sociedades de maioria branca. Portanto, a ideia de que somente pessoas brancas podem ser racistas seria falha e racista. Além disso, afirmam que esta abordagem, que coloca os brancos no centro de qualquer discurso sobre raça, leva à impotência na luta contra o racismo. Este desamparo manifestar-se-ia num sentimento de culpa entre os brancos, devido ao facto de não poderem fazer nada individualmente contra o racismo, já que são opressores em virtude da cor da pele, e um sentimento de desamparo entre as minorias étnicas, que seriam forçadas a admitir que o racismo é uma condição que não podem mudar. Esta abordagem também encorajaria a passividade, tanto entre os brancos que não participam na luta anti-racista, que estariam satisfeitos com o papel que lhes foi atribuído como grupo dominante, como entre as minorias raciais, que rejeitariam qualquer responsabilidade devido ao seu estatuto minoritário.
O cientista político, sociólogo e historiador francês Pierre-André Taguieff considera que as noções de racismo institucional, racismo estrutural ou racismo sistémico derivam da definição antirracista de racismo produzida por ativistas afro-americanos revolucionários no final da década de 1960. Segundo ele, estes termos não são a expressão de uma conceituação de racismo, mas "uma arma simbólica que consiste em reduzir o racismo ao racismo branco supostamente inerente à 'sociedade branca' ou à 'dominação branca', sendo esta última a única forma de dominação racial reconhecida e denunciada pelos neoantirracistas". Sendo a sociedade branca conceituada como intrinsecamente racista, "segue-se que o racismo antibranco não pode existir. Este é um artigo de fé fundamental do novo catecismo 'antirracista'".
O cientista político francês Laurent Bouvet argumenta que "os chamados ativistas antirracistas que afirmam que o racismo 'antibranco' não existe fazem-no de uma perspetiva puramente política", escrevendo que "o racismo é um fenómeno antropológico, tanto cultural quanto social, que afeta todas as sociedades humanas". "O racismo existe em todos os lugares, em todos os grupos sociais, e expressa-se, prática ou teoricamente, contra o "Outro" com base numa identidade ligada à cor da pele ou à origem étnico-cultural".
Para Daniel Sabbagh, diretor de investigação do Centro de Investigação Internacional (CERI) em Paris, o racismo pode ser entendido de três pontos de vista. O primeiro é o racismo ideológico, baseado na hierarquia de raças definida por uma racialização da humanidade. O segundo é o racismo atitudinal, objeto de estudos em particular da psicologia social, que concebe o racismo como um conjunto de atitudes negativas em relação ao outro racializado. O terceiro é o racismo sistémico.  O investigador acredita que o uso da expressão “racismo antibranco” não é abusivo para caracterizar, por exemplo, o racismo ideológico ou atitudinal inevitavelmente produzido em reação ao racismo sofrido, sem medida comum, por não brancos. Sabbagh cita como exemplos o discurso ideológico de Elijah Muhammad, líder da Nação do Islão (NOI), que compara os brancos a demónios, e o vídeo do rapper francês Nick Conrad, intitulado "Pendez les Blancs" (Enforquem os Brancos). Daniel Sabbagh concorda que, se considerarmos apenas o racismo sistémico, como uma conceção de racismo, então a expressão "racismo antibranco" é irrelevante. Sabbagh acredita, no entanto, que o racismo deve ser estudado em todas as suas dimensões.

### Nos media
O editor da BBC News, Mark Easton, cita o caso do assassinato de Ross Parker para argumentar que a sociedade foi forçada a redefinir o racismo e descartar a definição de "preconceito mais poder" — uma definição que, na visão de Easton, tende a permitir que apenas minorias étnicas sejam vítimas e brancos sejam perpetradores. Easton afirma: "Descrever um incidente como racista pode dizer tanto sobre a mentalidade da vítima quanto sobre a do agressor. De que outra forma se pode explicar a descoberta do Inquérito Britânico sobre Crimes de que 3.100 roubos de carros de asiáticos foram considerados como motivados racialmente?" A jornalista Yasmin Alibhai-Brown argumenta que o caso destaca os padrões duplos dos ativistas da igualdade racial, sugerindo que os ativistas negros deveriam "marchar e lembrar vítimas como Ross Parker... os nossos valores não valem nada a menos que todas as vítimas dessas mortes sem sentido importem igualmente". Alibhai-Brown escreve: “tratar algumas vítimas como mais merecedoras de condenação do que outras é imperdoável e uma traição ao próprio antirracismo”.
Em 2006, uma investigação do Sunday Times por Brendan Montague examinou arquivos de jornais britânicos em busca de cobertura de crimes racistas, encontrando "um boicote quase total de histórias envolvendo vítimas de ataques brancas", enquanto "casos envolvendo vítimas negras e de minorias étnicas são amplamente divulgados". O Comité de Padrões Editoriais da BBC concluiu em 2007 que "não havia evidências que sugerissem que a BBC tivesse demonstrado um viés específico e sistémico em favor de casos em que a vítima era negra ou asiática", mas aceitou que a BBC havia "subestimado a sua cobertura do caso Ross Parker" e repetido as falhas na sua cobertura do assassinato de Kriss Donald.
Após os atos violentos ocorridos nas manifestações de estudantes do ensino secundário francês em 8 de março de 2005 e a sua cobertura pelos media, o artigo do jornalista Luc Bronner no jornal Le Monde, intitulado "Manifestações de estudantes do ensino secundário: o espectro da violência antibranca" causou uma controvérsia político-mediática na França sobre a classificação dessa violência como "antibranca". Seguindo o artigo de Luc Bronner, várias personalidades, incluindo Ghaleb Bencheikh, Alain Finkielkraut, Bernard Kouchner e Jacques Julliard, lançaram em 25 de março de 2005, um "Apelo contra 'ataques raciais anti-brancos", iniciado pelo movimento sionista de esquerda Hashomer Hatzair e pela estação de rádio comunitária judaica Radio Shalom. Um dos signatários do apelo, Pierre-André Taguieff, acredita que a violência revela a existência de racismo anti-branco em França, um reflexo de uma “racialização do conflito social” e que o racismo não é obra apenas dos brancos. Apesar de a Liga Internacional Contra o Racismo e o Antissemitismo (LICRA) considerar que o carácter racista dos ataques estava provado,  várias organizações antirracistas, como a SOS Racisme, a MRAP e a Liga dos Direitos Humanos (LDH), denunciaram o apelo como «irresponsável».

### Nas forças policiais
Peter Fahy, ex-porta-voz para questões raciais da Associação Britânica de Chefes de Polícia, disse: "Muitos polícias e outros profissionais acham que a melhor coisa a fazer é tentar evitar [discutir tais ataques] por medo de serem criticados. Isto não é saudável". Fahy acrescentou que “era um facto que era mais difícil conseguir o interesse dos meios de comunicação social quando as vítimas de homicídio eram jovens brancos”. Montague sugere que a falta de recursos policiais em casos que envolvem vítimas brancas pode ser uma causa da falta de cobertura dos media. A prova disto foi vista no caso Parker, com a polícia a parecer inicialmente interessada em rejeitar o possível aspeto racista do assassinato, afirmando que "não havia razão para acreditar que o ataque tivesse motivação racial".

### África do Sul

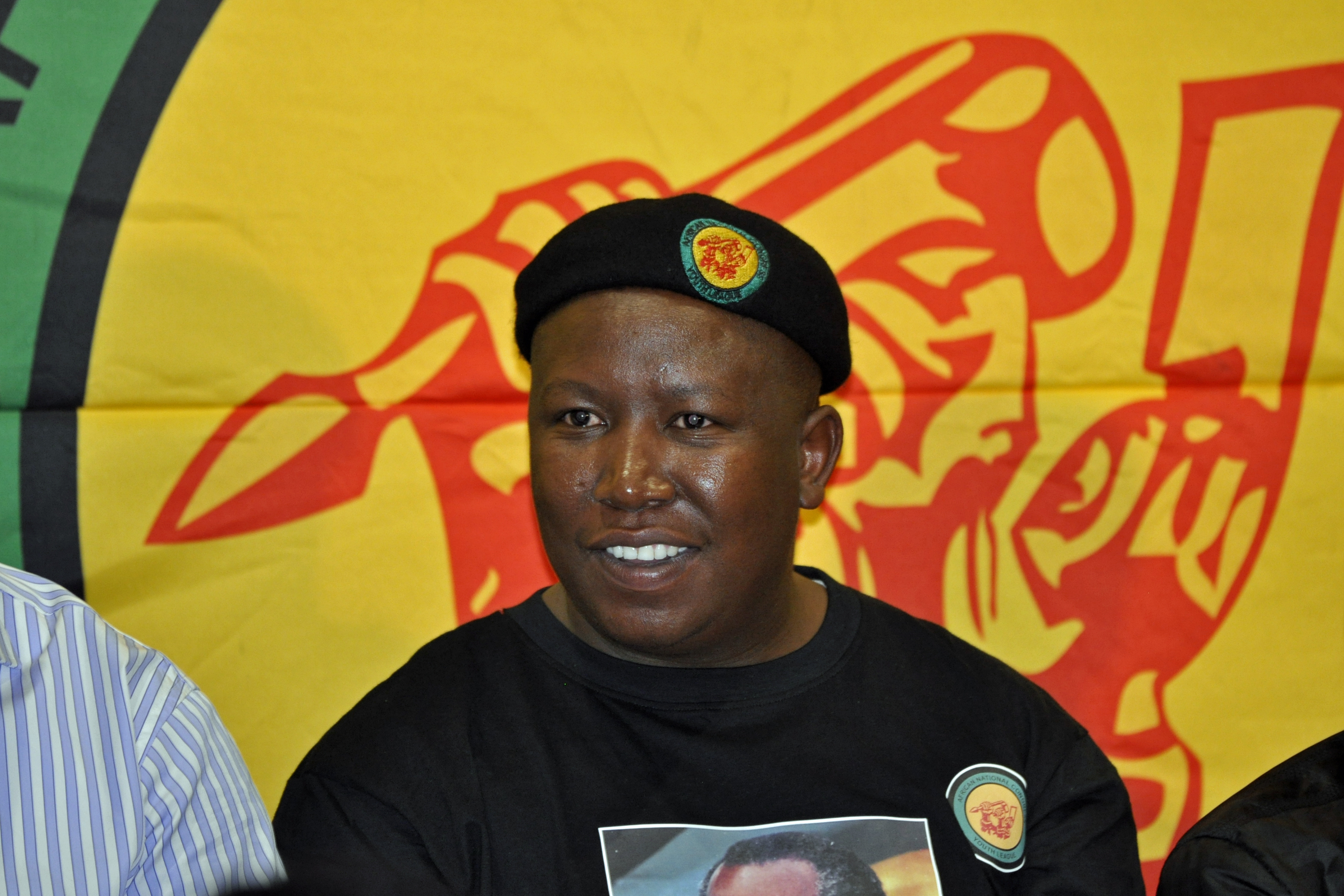
Em 12 de setembro de 2011, Julius Malema, o jovem líder do partido no poder na África do Sul, o ANC, foi considerado culpado de incitação ao ódio por cantar "Shoot the Boer" em vários eventos públicos.

## Por país

### França
Acusações de racismo contra brancos em França têm sido apresentadas por vários grupos políticos da esquerda à extrema-direita desde 1980. Em setembro de 2012, Jean-François Copé, líder da União por um Movimento Popular (UMP), e então candidato à reeleição, denunciou o desenvolvimento de um preconceito antibranco por parte de pessoas que viviam na França, algumas delas cidadãos franceses, contra os "gauleses", um nome entre os imigrantes para os franceses nativos, segundo ele, com base no facto de estes terem uma religião, cor de pele e origem étnica diferentes. O antigo Ministro do Interior, Claude Guéant, declarou publicamente que este tipo de racismo é uma realidade em França e que não há nada pior do que a elite política esconder-se da verdade. Questionado sobre o assunto, o primeiro-ministro Jean-Marc Ayrault, socialista, reconheceu que tal racismo “pode existir”; no entanto, indicou que é preciso ter “muito cuidado ao usar palavras desta natureza”, alertando contra “uma espécie de corrida às ideias da Frente Nacional”. A Ministra dos Direitos da Mulher do seu governo, Najat Vallaud-Belkacem, ecoou esta opinião quando, no seu livro Raison de plus! (2012), apelou a todos para que reconhecessem a realidade desse racismo e o condenassem como a todos os outros. Em dezembro de 2023, quando questionado sobre o atentado de Crépol que levou à morte de Thomas Perotto, o ex-primeiro-ministro Édouard Philippe considerou que é "bem possível que haja uma nova forma de racismo antibranco" na França. Esta opinião foi compartilhada pelo Ministro do Interior, Gérald Darmanin, que acrescentou que "Não dizer [que esse racismo] existe é não dizer a verdade". Em março de 2025, a porta-voz do governo Sophie Primas disse que não tinha "vergonha" em evocar a existência de "racismo antibranco". Mais tarde naquele mês, Fabien Roussel, secretário nacional do Partido Comunista Francês (PCF), declarou: "É claro que [o racismo antibranco] existe", pelo qual foi criticado.

#### Casos legais
A Lei francesa não categoriza crimes racistas de acordo com a origem étnica da vítima; o tratamento judicial de tais crimes nunca inclui o termo "antibranco" na qualificação dos factos incriminatórios. No entanto, a imprensa às vezes usa o termo ao relatar casos judiciais envolvendo racismo contra uma vítima branca. Por exemplo, em dezembro de 2012, o Tribunal Criminal de Versalhes condenou um indivíduo que chamou a sua vizinha de "mulher branca suja". Considerado culpado de “insultos públicos de natureza racista”, foi condenado a dois meses de prisão suspensa, com um período de liberdade condicional de dois anos. Em janeiro de 2014, um caso de agressão numa via pública, durante o qual insultos como "branco sujo" ou "francês sujo" foram proferidos, foi a julgamento. No final do julgamento, o Tribunal de Recurso de Paris confirmou a circunstância agravante do “racismo”. Em março de 2016, o Tribunal de Recurso de Lyon aumentou a pena de primeira instância de um indivíduo condenado por insultos raciais em três meses de prisão. O réu chamou a um passageiro de comboio "homem branco sujo, francês sujo". Após a sentença de recurso, Alain Jakubowicz, presidente da associação antirracista LICRA, declarou que "todas as formas de racismo são condenáveis, independentemente da sua origem e da cor da pele, origem ou religião da vítima. Embora o racismo antibranco seja um fenómeno relativamente marginal em comparação com outras formas de racismo ou antissemitismo, ele deve ser sujeito ao mesmo rigor e reprovação."
Em setembro de 2018, o rapper francês Nick Conrad transmitiu na web uma música e um vídeo chamado "Pendez les Blancs" (Enforquem os Brancos), pelo qual foi posteriormente processado. Em particular, os juízes consideraram que “os termos da canção, acompanhados de imagens violentas e brutais, incitam diretamente o internauta a cometer ataques contra a vida de pessoas brancas”.

#### Opinião pública
Num inquérito sociológico realizado em 2008 pelo Instituto Francês de Estudos Demográficos (INED), que nunca usa a expressão "racismo antibranco", verifica-se que 16% da população maioritária de França, ou seja, a população branca, afirma ter sido vítima de uma "situação racista", em comparação com 32% dos imigrantes e 36% dos descendentes de imigrantes. 23% da população maioritária diz que "não vivenciou uma situação racista, mas se sente exposta a ela", em comparação com 29% dos imigrantes e 25% dos descendentes de imigrantes. Além disso, 10% das pessoas de origem europeia dizem ter sofrido discriminação racista nos últimos cinco anos, em comparação com 26% dos imigrantes, 31% dos descendentes de dois pais imigrantes e 17% dos descendentes de um pai imigrante. Os motivos de discriminação mais reportados pela maioria da população são 18% relacionados com a origem, em comparação com 70% para os imigrantes e 65% para os descendentes de imigrantes.
Em 2012, o INED publicou um novo inquérito realizado entre Setembro de 2008 e Fevereiro de 2009 sobre pessoas nascidas entre 1948 e 1990, que mostrou que 18% das pessoas pertencentes à “população maioritária” afirmaram ter sido “alvo de insultos, comentários ou atitudes racistas”, em comparação com 30% dos imigrantes e 37% dos descendentes de imigrantes. No entanto, um estudo do mesmo instituto concluiu em 2016 que o fenómeno "não era uma experiência de massa": "O racismo de minorias contra maiorias pode ser verbalmente ofensivo, ou mesmo fisicamente agressivo, mas não é sistemático e não produz desigualdades sociais". No mesmo ano, Jean-Luc Primon, sociólogo da Universidade de Nice e investigador da Unidade de Investigação de Migrações e Sociedade (URMIS), participante da investigação TEO, a primeira base de dados do INED sobre origens, declarou que um pouco mais de uma pessoa em cada dez daqueles classificados na população chamada "maioria" (nem imigrantes, nem da imigração, nem do exterior) declarou ter sofrido racismo.
Um inquérito de 2022 concluiu que 80% dos franceses acreditam que o racismo anti-branco está presente em algumas comunidades francesas.